# Масерија де Крешенци (Салерно)
Масерија де Крешенци је насеље у Италији у округу Салерно, региону Кампанија.
Према процени из 2011. у насељу је живело 124 становника. Насеље се налази на надморској висини од 62 м.